# David Lean (atleta)
David Francis Lean (Launceston, 22 agosto 1935) è un ex ostacolista e velocista australiano.

## Palmarès
| Anno | Manifestazione  | Sede      | Evento   | Risultato | Prestazione | Note |
| ---- | --------------- | --------- | -------- | --------- | ----------- | ---- |
| 1956 | Giochi olimpici | Melbourne | 400 m hs | 5º        | 51"8        |      |
| 1956 | Giochi olimpici | Melbourne | 4×400 m  | Argento   | 3'06"2      |      |